# Vaccinium uliginosum

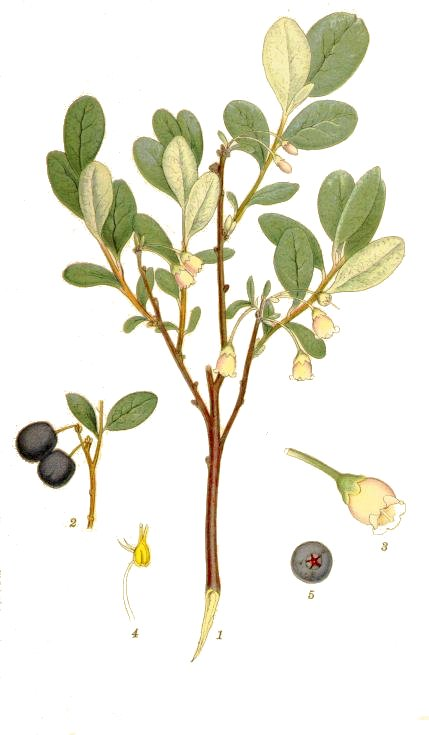
Ilustración

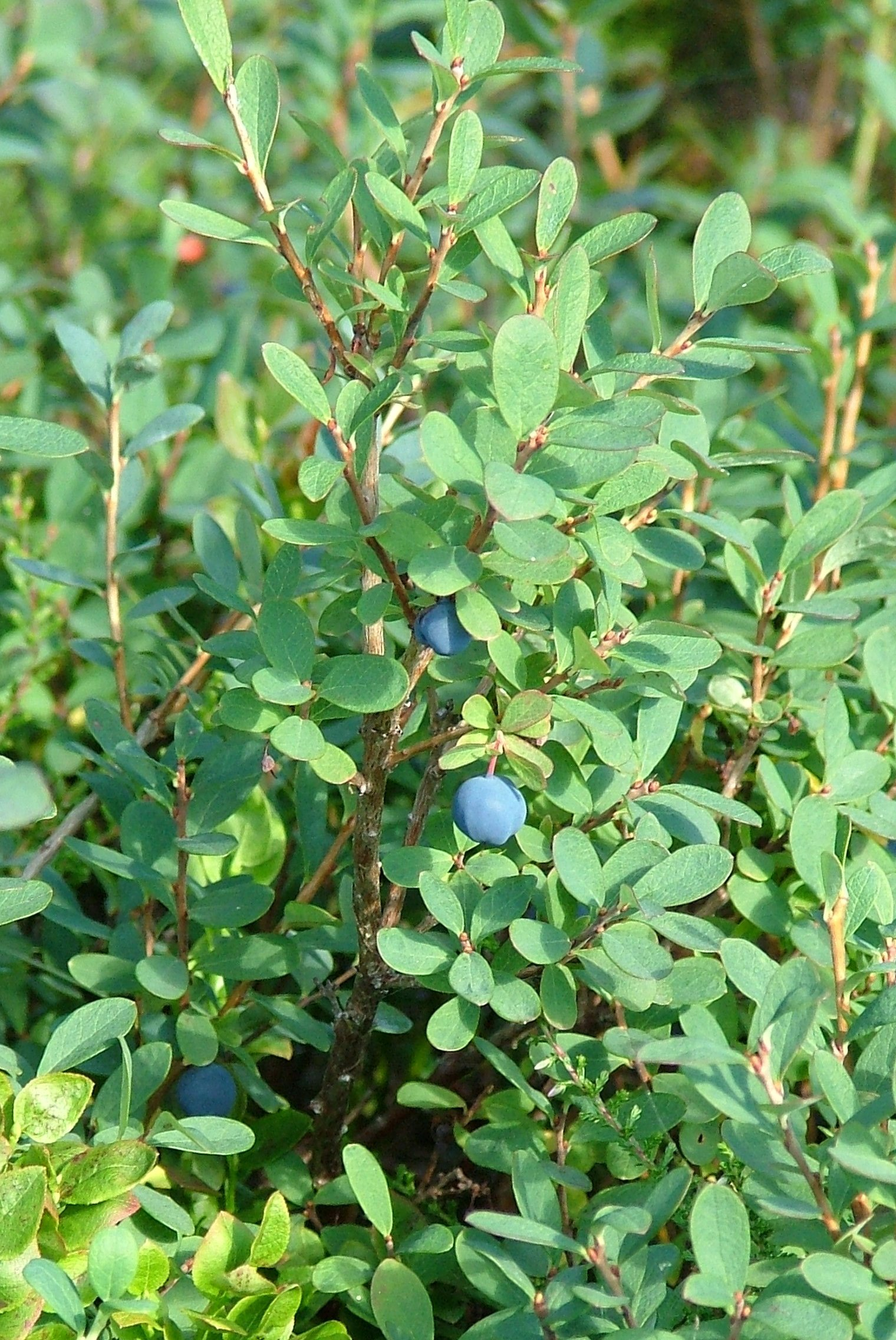
Vista de la planta

Vaccinium uliginosum es una especie de planta fanerógama perteneciente a la familia de las ericáceas. En italiano es llamada "mirtillo blu" (arándano azul, mirtilo azul), en francés "airelle des marais" (arándano rojo pantanoso), "myrtille des marais" (arándano pantanoso, mirtilo pantonoso) o "myrtille bleue" (arándano azul), en alemán "Rauschbeere" (baya juncal) o "Moorbeere" (baya pantanosa), en neerlandés "rijsbes" (baya de esqueje, baya de injerto).

## Hábitat
Es nativo de las regiones templadas del hemisferio norte, a baja altura en el Ártico, y en grandes altitudes al sur de los Pirineos, los Alpes y el Cáucaso en Europa, las montañas de Mongolia, en el norte de China central y Japón en Asia, y la Sierra Nevada en California y las Montañas Rocosas en Utah en América del Norte. Crece sobre suelos ácidos en brezales húmedos, páramos, tundra, y en el sotobosque de los bosques coníferos, desde el nivel del mar en el Ártico, hasta 3400 m s. n. m. de altitud en el Sur de su área de extensión.

## Características
Es un pequeño arbusto caducifolio que crece hasta los 10-75 cm de altura, rara vez 1 m de altura, con los tallos de color marrón (a diferencia de los tallos verdes de la estrechamente relacionada Arándano). Las hojas son ovaladas de 4-30 mm de largo y 2-15 mm de ancho, de color azul-verde pálido, con un buen margen y ápice redondeado. Las flores son pendulares, en forma de urna, de color rosa pálido y 4-6 mm de largo, producidas a mediados de la primavera. El fruto es una baya de color azul oscuro-negro de 5-8 mm de diámetro, con una pulpa blanca, dulce y comestible cuando madura a finales de verano.

## Usos
Las bayas son comestibles. Sin embargo, el consumo en grandes cantidades provoca mareos y migrañas.
Los extractos de Vaccinium uliginosum por su poder inhibidor de la tirosinasa y anti- citoquinas se encuentra en la composición de los productos cosméticos destinados a luchar contra el envejecimiento de la piel por los rayos ultravioletas.

## Taxonomía

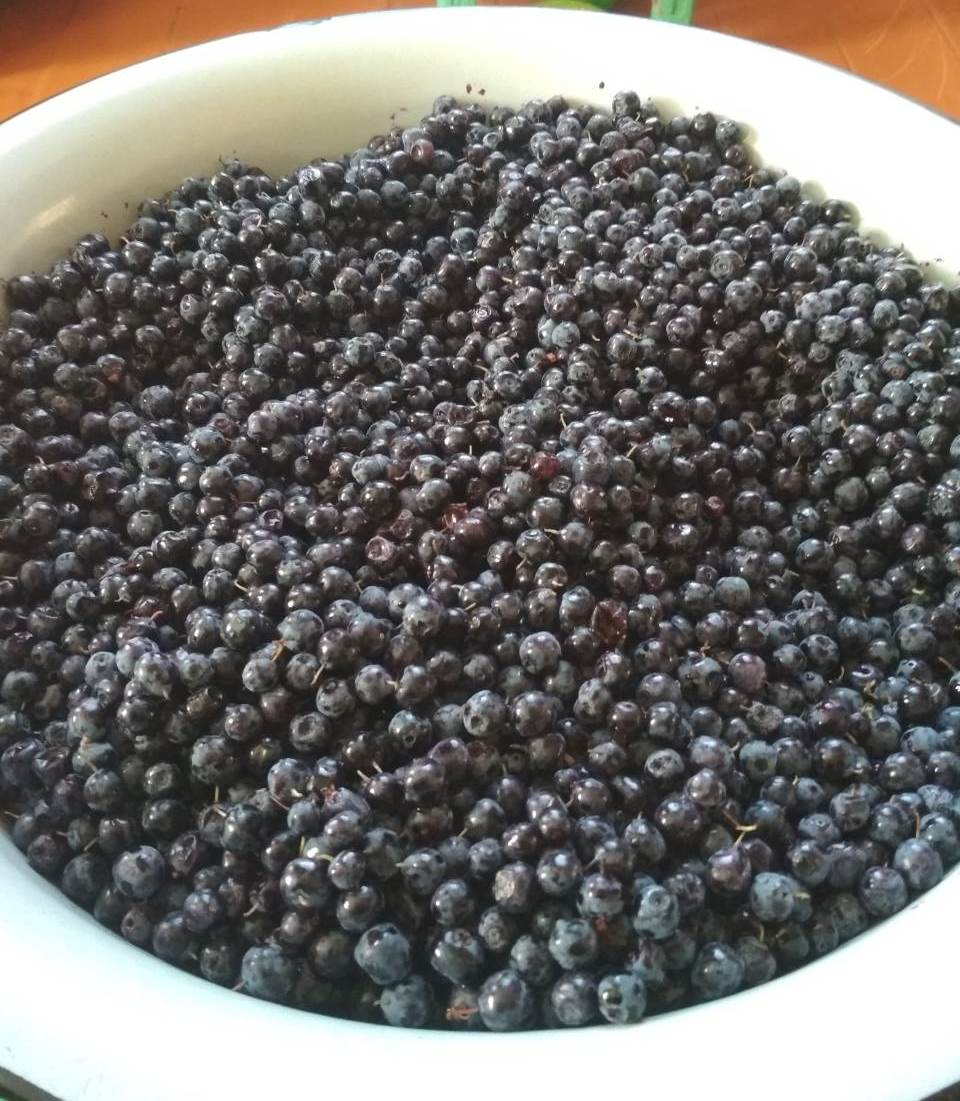
Arándanos recolectados en el distrito Zakamensky de Buriatia, Rusia

Vaccinium uliginosum fue descrita por Carlos Linneo y publicado en Species Plantarum 1: 350. 1753.
Etimología
Ver:  Vaccinium
uliginosum: epíteto latíno que significa "en las marismas".
Variedades aceptadas
- Vaccinium uliginosum f. langeanum (Malte) Polunin
- Vaccinium uliginosum subsp. microphyllum (Lange) Hultén
- Vaccinium uliginosum var. salicinum (Cham. & Schltdl.) Hultén

Sinonimia
- Myrtillus grandis Bubani
- Vaccinium gaultherioides Bigelow
- Vaccinium uliginosum subsp. microphyllum (Lange) Tolm.
- Vaccinium uliginosum var. microphyllum Lange
- Vaccinium uliginosum var. nana Boiss.[5]
- Vaccinium occidentale Gray
- Vaccinium uliginosum subsp. alpinum (Bigelow) Hultén
- Vaccinium uliginosum var. alpinum Bigelow
- Vaccinium uliginosum subsp. gaultherioides (Bigelow) S.B.Young
- Vaccinium uliginosum var. occidentale (Gray) Hara
- Vaccinium uliginosum subsp. occidentale (Gray) Hultén
- Vaccinium uliginosum subsp. pedris (Harshb.) S.B.Young
- Vaccinium uliginosum subsp. pubescens (Wormsk. ex Hornem.) S.B. Young
- Vaccinium uliginosum var. salicinum (Cham.) Hultén[6]

## Nombres comunes
- Castellano: arándano de fruto negro, arándano, arándano negro, arándano uliginoso, nadius, ráspano.[5]